# 6978 Hironaka
6978 Hironaka è un asteroide della fascia principale. Scoperto nel 1993, presenta un'orbita caratterizzata da un semiasse maggiore pari a 2,5640987 UA e da un'eccentricità di 0,1721136, inclinata di 7,46994° rispetto all'eclittica.